# Байе, Брандон
Брандон Байе (нидерл. Brandon Baiye; 19 августа 1997 года, Бельгия) — бельгийский футболист, играющий на позиции полузащитника клуба «Эйпен».

## Карьера
Байе является воспитанником академии «Брюгге». С сезона 2018/19 привлекается к тренировкам с основной командой. 22 июля 2018 года дебютировал в профессиональном футболе в поединке бельгийского суперкубка против льежского Стандарда, выйдя на замену на 70-й минуте вместо Матса Ритса. Брюгге победил со счётом 2:1 и Байе завоевал в тот же день свой первый трофей.
29 июля 2018 года дебютировал в Лиге Жюпиле в поединке против «Эйпена», выйдя на замену на 56-й минуте вместо всё того же Матса Ритса.
Также Байе является игроком юношеских сборных Бельгии различных возрастов.

## Достижения
- Обладатель Суперкубка Бельгии (1): 2018